# Wydrak kanadyjski
Wydrak kanadyjski, wydra kanadyjska (Lontra canadensis) – gatunek drapieżnego ssaka z rodziny łasicowatych.

## Cechy
- długość ciała 89–130 cm[4]
- długość ogona 30–50 cm[4]
- masa 5–14 kg[4]

## Występowanie
Niegdyś występowała w całej Ameryce Północnej, dziś wyginęła w wielu stanach np. Indianie, Kentucky, Nebrasce.

## Pożywienie
Żywi się najczęściej rybami. Chwyta również żaby, owady i mniejsze ssaki. W nocy pływa pod prąd przeszukując małe zatoczki. W dzień odpoczywa w trzcinach, a o zmroku ponownie rusza na obchód.

## Podgatunki
Wyróżnia się siedem podgatunków wydry kanadyjskiej:
- L. c. canadensis (Schreber, 1777)
- L. c. kodiacensis (Goldman, 1935)
- L. c. lataxina (Cuvier, 1823)
- L. c. mira (Goldman, 1935)
- L. c. pacifica (J. A. Allen, 1898)
- L. c. periclyzomae (Elliot, 1905)
- L. c. sonora (Rhoads, 1898)